# Pargasite
La pargasite (simbolo IMA: Prg) è un minerale del supergruppo dell'anfibolo, all'interno del quale viene collocato nel "gruppo degli anfiboli con W(OH,F,Cl)-dominante" e da lì al sottogruppo degli anfiboli di calcio dove occupa un posto nel "gruppo contenente la radice pargasite nel nome"; essendo un anfibolo, appartiene agli inosilicati e pertanto alla famiglia minerale dei "silicati", e possiede composizione chimica NaCa2(Mg4Al)(Si6Al2)O22(OH)2.
La pargasite è l'analogo dell'alluminio della mangani-pargasite.

## Etimologia e storia
La pargasite è uno dei primi anfiboli descritti a essere ancora un minerale valido. Fu descritto in modo rudimentale da von Steinheil nel 1814 e più approfonditamente da Nordenskiöld nel 1821.
Il nome pargasite è stato attribuito dal conte Fabian Gotthard von Steinheil nel 1814 in riferimento alla località di ritrovamento del minerale, la valle di Pargas in Finlandia.

## Classificazione
La classica nona edizione della sistematica dei minerali di Strunz, aggiornata dall'Associazione Mineralogica Internazionale  (IMA) fino al 2009, elenca la pargasite nella classe "9. Silicati (germanati)" e da lì nella sottoclasse "9.D Inosilicati"; questa viene suddivisa in modo più fine in base alla struttura cristallina del minerale, in modo tale che la pargasite possa essere trovata nella sezione "9.DE Inosilicati con catene doppie di periodo 2, Si4O11; clinoanfiboli" dove forma il sistema nº 9.DE.10.
Tale classificazione resta pressoché invariata anche nell'edizione successiva, proseguita dal database "mindat.org" e chiamata Classificazione Strunz-mindat, nella quale la pargasite conserva classe, sottoclasse e sezione, per venire poi smistata nel sistema n 9.DE.15.
Nella Sistematica dei lapis (Lapis-Systematik) di Stefan Weiß la pargasite si trova nella classe dei "silicati" e nella sottoclasse degli "inosilicati"; qui si trova nella sezione riservata ai minerali con struttura "[Si4O11] a due bande 6-; gruppo degli anfiboli; Ca2-anfiboli" dove forma il sistema nº VIII/F.10.
Anche la classificazione dei minerali secondo Dana, usata principalmente nel mondo anglosassone, elenca la pargasite nella famiglia dei "silicati", qui è nella classe degli "inosilicati: catene doppie non ramificate, W=2" e nella sottoclasse degli "inosilicati: catene doppie non ramificate, configurazione anfibolo W=2" dove forma il "gruppo 2, Anfiboli di calcio" con il sistema nº 66.01.03a.

## Abito cristallino
La pargasite cristallizza nel sistema monoclino nel gruppo spaziale C2/m (gruppo nº 12) con i parametri reticolari a = 9,910(1) Å, b = 18,022(1) Å, c = 5,312(1) Å e β = 105,78(1)°, oltre ad avere 2 unità di formula per cella unitaria.

## Origine e giacitura
La pargasite è spesso presente nelle orneblende che compongono lo skarn prodotto per metamorfismo dei calcari silicei. Si trova anche negli scisti e nelle anfiboliti, nelle rocce andesitiche vulcaniche ed in quelle ultramafiche alterate. La paragenesi è con calcite, corindone, diopside, flogopite e spinello (per ritrovamenti all'interno degli skarn), mentre è con augite, iperstene e plagioclasio (per pargasite trovata in metabasalti e vulcani andesitici).
La pargasite non è molto diffusa, anche se sono circa 243 i siti in cui è stata trovata. Qui si ricorda solo la sua località tipo, Pargas nel Varsinais-Suomi (Finlandia).

## Forma in cui si presenta in natura
La pargasite si trova sotto forma di tozzi cristalli prismatici lunghi fino a 3 cm, spesso geminati oppure in forma granulare. Il minerale è da trasparente a traslucido con lucentezza vitrea; il colore va da marrone chiaro a marrone, oppure da marrone verdastro a verde scuro e nero, mentre il colore del suo striscio va dal grigio-verde pallido al verde-brunastro.

## In gioielleria
La pargasite si trova in natura in cristalli trasparenti che possono quindi essere tagliati anche se è difficile trovare cristalli grandi e di buona qualità; inoltre la sfaldatura perfetta di questo minerale rende difficile l'operazione, per cui solitamente sono destinati più al mercato dei collezionisti che a quello della gioielleria.
I campioni migliori provengono dal Pakistan, sono di colore verde e sono conosciuti come "smeraldi Hunza"; quelli provenienti dal Myanmar e dalla Tanzania sono di colore dal giallo bruno all'arancio e ne sono state ricavate gemme fino a 3 carati.
Altre aree di provenienza sono lo Sri Lanka, il Vietnam, la Cina ed il Canada.